# Cleone di Sicilia
Cleone (... – Gela, IV secolo a.C.) è stato un siceliota della corte di Alessandro Magno, che seguì in Asia.

## Il partito a favore degli onori
La sua figura è nota grazie allo scritto di Quinto Curzio Rufo che, narrando le vicende di Alessandro, afferma che Cleone, nativo della Sicilia, fu un adulatore del sovrano macedone.
Cleone ebbe il compito, insieme ad Agide di Argo, di convincere i compagni di Alessandro Magno, e i Greci tutti, a venerare il sovrano macedone come un dio, con la nota proskýnesis persiana (adottata infine da Alessandro).
La vicenda di Cleone si svolse all'interno di una tenda, durante un banchetto: Cleone, infatti, tenne il discorso sugli onori divini, che sarebbe stato ascoltato da Alessandro stesso, da dietro una cortina. Il siceliota disse, inoltre, che era disposto ad essere il primo a prostrarsi davanti ad Alessandro, ma a lui si contrappose Callistene che, deplorando la pratica degli onori divini conferiti a un re vivente, asserì che il sovrano macedone andava venerato solo dopo che fosse morto.
Callistene ottenne il consenso dei presenti, sicché Alessandro, avendo ascoltato tutto, ordinò che a venerarlo fossero solo i barbari..

## Considerazioni
Il siceliota, dunque, avrebbe avuto il ruolo principale nella fazione che sosteneva il conferimento degli onori divini ad Alessandro. Inoltre, secondo numerosi studiosi moderni, anche se la fonte antica non lo specifica, Cleone non poteva che essere di origine siracusana, poiché, già prima del macedone, furono i tiranni di Siracusa, nelle figure di Dionisio I e Dionisio II, a mostrare un chiaro andamento culturale verso la mistificazione del sovrano e, poiché Curzio afferma, con disprezzo, che Cleone, a causa della sua origine - quindi a causa del suo essere siceliota - era portato all'adulazione, si è fortemente propensi a definire Cleone come un uomo della corte dei Dionisii che, a seguito della caduta della tirannide siracusana, abbia infine seguito le sorti di Alessandro Magno nella conquista dell'impero persiano..
Inoltre, poiché la vicenda sul discorso degli onori divini è narrata anche da Arriano, fa discutere il fatto che la figura di Cleone compaia solo in Curzio. Infatti, mentre la figura dell'argivo Agide è presente anche in Arriano, quella del siceliota è sostituita dal filosofo Anassarco. Si tende, dunque, a credere che Cleone e Anassarco siano due prestanome dello stesso partito "pro" onori.
Appare infine poco probabile che la figura del Cleone uomo di corte di Alessandro Magno in Asia, sia da identificare con quella dello scrittore siracusano Cleone, che nelle sue opere si occupò solamente di geografia; le due sembrano essere figure distinte.